# Galaxy Trucker
Galaxy Trucker là một trò chơi trên bàn khoa học viễn tưởng cho 2-4 người chơi. Trò chơi được Vlaada Chvatil phát triển, với đồ họa được Radim Pech thiết kế. Các phiên bản tiếng Czech của trò chơi đã được Czech Games phát hành vào năm 2007, và một phiên bản tiếng Đức đã được Heidelberg xuất bản trong cùng năm..
Vlaada Chvatil phát triển một phiên bản video game trong năm 2014, được phát hành vào ngày 24 tháng 12 năm 2014 cho iOS và Android.

## Trò chơi điện tử (2014)
Các phiên bản cho iOS và Android đã được phát hành vào tháng 12 năm 2014, với một chút thay đổi trong cách chơi và dẫn dắt câu chuyện.

### Cách chơi
Trò chơi được chia thành hai giai đoạn - xây dựng tàu và du lịch trong vũ trụ. Các cầu thủ được xây dựng tàu từ các mảnh phế thải để chuẩn bị sẵn sàng cho chuyến đi một cách tốt nhất có thể. Không giống như trò chơi trên bàn, người chơi xây dựng con tàu trong thời gian thực, nhưng có khả năng lựa chọn chế độ chơi theo lượt tương tự như trò chơi gốc. Giai đoạn thứ hai là chuyến đi. Người chơi phải đạt được điểm số cao nhất bằng cách đến đích trước khi đối thủ của mình hoặc bằng cách nhận được hàng hóa có giá trị hơn. Trò chơi hỗ trợ hai chế độ Single-player và Multi-player. Trò chơi cũng có một Campaign cho người chơi đơn.

### Đón nhận
Phiên bản điện tử của trò chơi đã nhận được đánh giá rất tích cực. Nó hiện đang có số điểm 87% trên Metacritic và đã đạt được một số giải thưởng bao gồm Trò chơi video tốt nhất của năm tại Cộng hòa Séc do Games.cz và Readers Choice do các thành viên BoardGameGeek bình chọn.